# Dirk Hendrik Kolff
Dirk Hendrik Kolff jr. (Amersfoort, 14 februari 1800 - 's-Gravenhage, 15 december 1843) was een Nederlandse kapitein-luitenant-ter-zee en ridder in de Militaire Willems-Orde. 

## Loopbaan

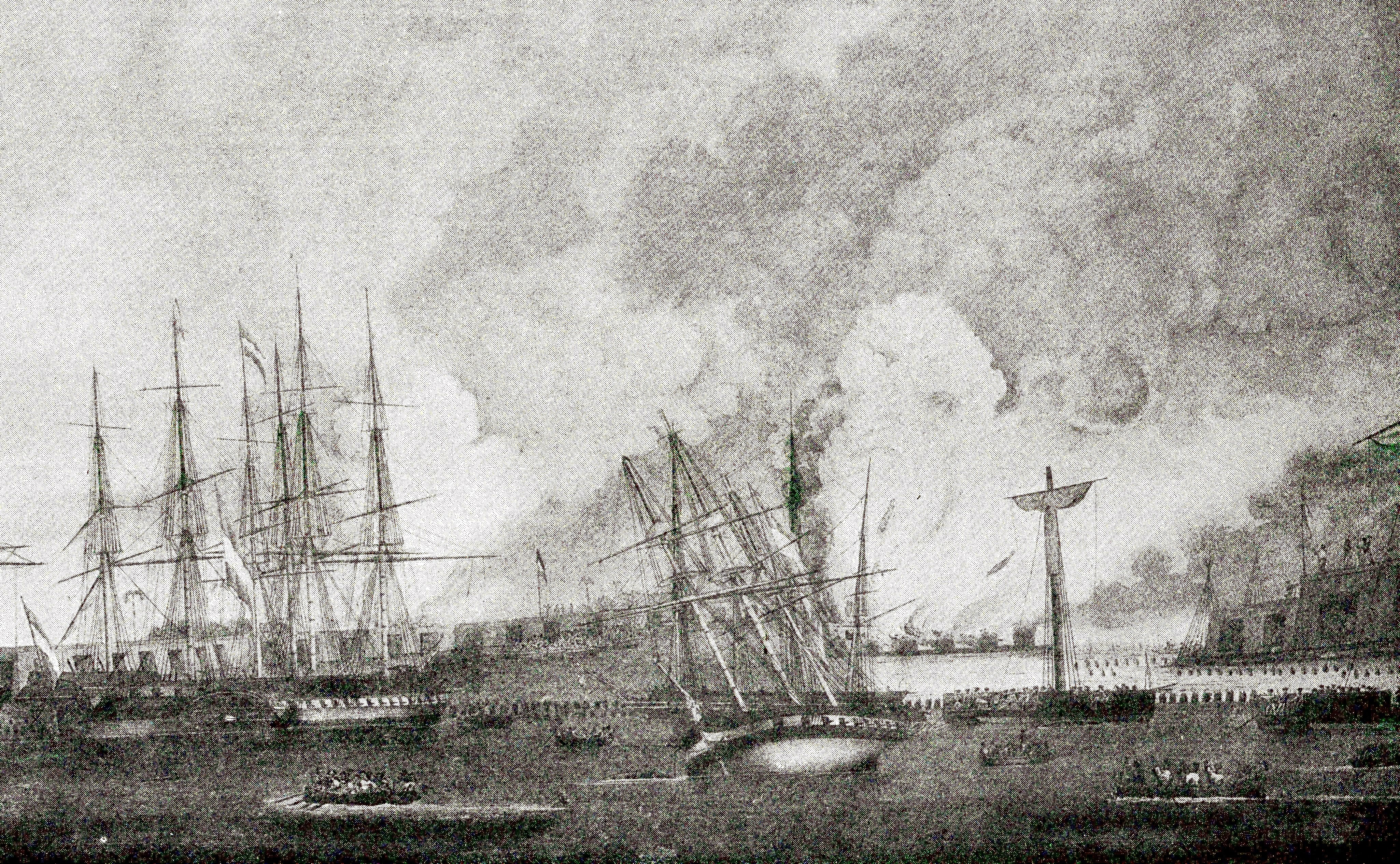
Schepen voor Palembang tijdens de tweede expeditie naar Palembang

### Diverse expedities
Kolff werd op 11 juni 1814 benoemd tot adelborst tweede klasse en op de 27ste oktober daaropvolgend geplaatst op het oorlogsfregat Van der Werff, onder bevel van zijn vader, Dirk Hendrik Kolff sr. Nadat hij enige kruistochten had gedaan bracht hij de jaren 1815 en 1816 in West-Indië aan boord van het fregat Eurydice door en werd op 1 april 1817 bevorderd tot adelborst der eerste klasse, na daarvoor het daarvoor bepaalde examen te hebben afgelegd. Op 15 januari 1817 was hij overgeplaatst op de korvet Venus dat bestemd was voor Oost-Indië. Op de 29ste juni 1817 kwam hij te Batavia aan en nam in 1817 deel aan de expedities die tegen Ceram en Saparoea gericht waren. Hij deed diverse kruistochten in verschillende delen van de Molukken om de smokkelhandel en de zeeroverij tegen te gaan en kwam de 4de mei van het jaar daarop op Java terug. De Venus werd naar Soerabaja gezonden en had ter hoogte van Tegal een ontmoeting met zeerovers; Kolff wilde hierna naar het vaderland terugkeren maar de onlusten te Palembang maakten de aanwezigheid van zijn korvet in Indië noodzakelijk. Het schip werd ter rede van Muntok gestationeerd en Kolff ging vervolgens bij de organisatie van een koloniale marine als luitenant-ter-zee tweede klasse over. Hij kreeg aldaar het bevel over kanonneerboot nummer 17, waarmee hij naar Banka gezonden werd om, vergezeld door de schoener Zeemeeuw,  de zeerovers in bedwang te houden. 

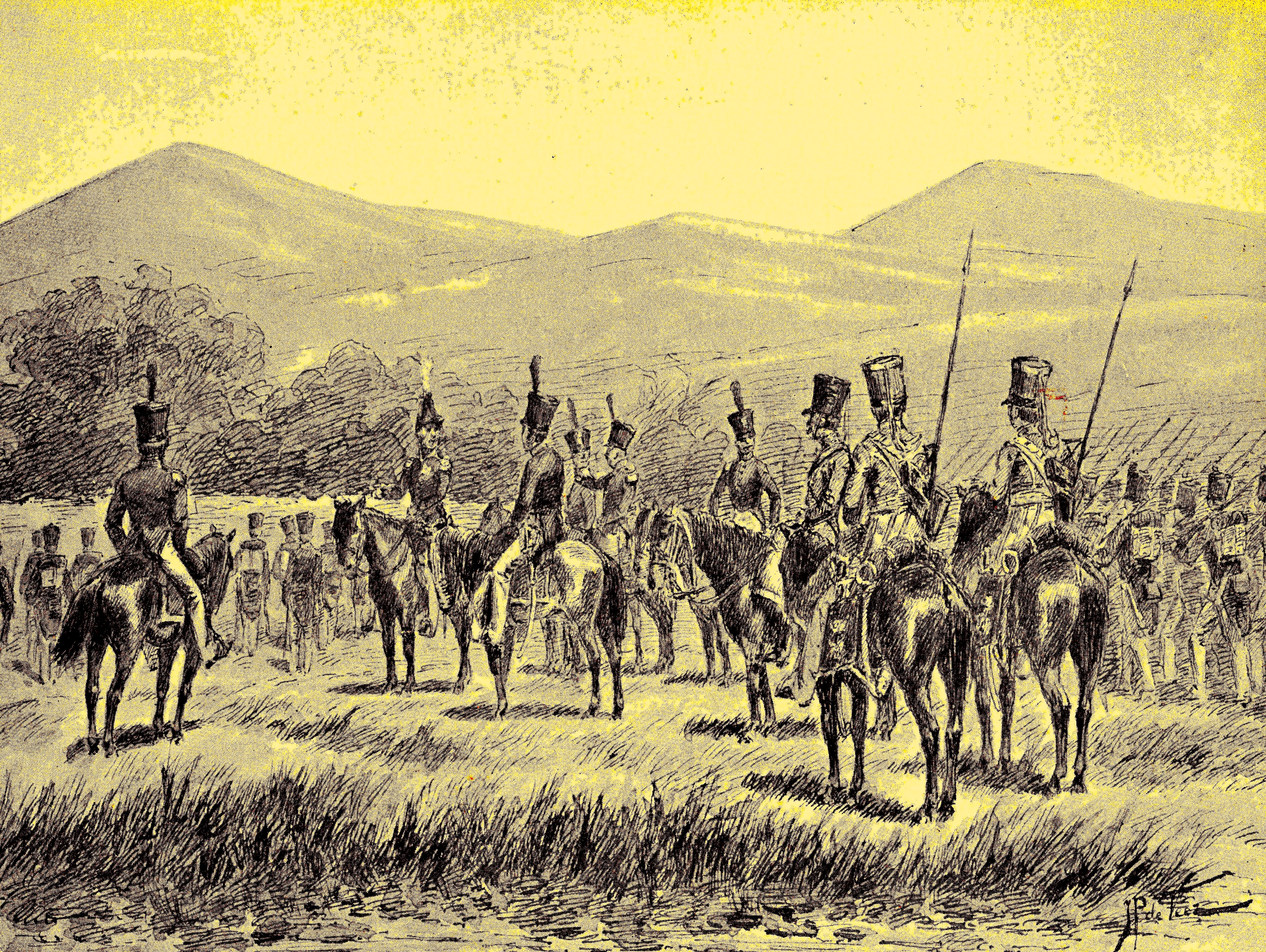
Staf van de tweede expeditie naar Boni

Kolff kweet zich goed van deze taak, die onder hachelijke omstandigheden plaatsvond, en vertrok in het begin van 1821 naar Soerabaja om zijn kanonneerboot te laten herstellen omdat deze bestemd was om deel te nemen aan de tweede expeditie naar Palembang. Op 20 juni 1821 redde hij luitenant Boerhave met zijn manschappen en die van een andere kanonneerboot, die in handen van de vijand was gevallen en de 24ste juni daarop volgend, bij de tweede aanval, opende zijn kanonneerboot de doorgang door het zware paalwerk in de rivier, waardoor hij als eerste de grote waterbatterij kon bestormen en daarop de Nederlandse vlag plaatste. Kolff werd bij Koninklijk Besluit van 7 mei 1822 nummer 29 benoemd tot ridder in de Militaire Willems-Orde voor zijn uitmuntende verrichtingen aldaar. Een medezeeofficier, C.J. Boers, werd eveneens benoemd tot ridder in de Militaire Willems-Orde voor zijn werk tijdens deze expeditie. Hierna volgde Kolff generaal H.M. de Kock naar Java en werd op 15 oktober 1821 overgeplaatst op de schoener Calypso, waarmee hij verschillende tochten, onder meer naar Borneo deed. Op de 22ste juni 1822 werd hij, toen commandant van de Zeemeeuw, als adjudant toegevoegd aan de commandant en directeur der koloniale zeemacht Schüler.

### Latere loopbaan
Kolff was het leven aan de wal echter al spoedig moe en verzocht weer in werkelijke dienst te worden hersteld hetgeen ook gebeurde, zodra hij op 20 december 1823 zijn examen als luitenant-ter-zee eerste klasse bij de koloniale marine had afgelegd. Hij kreeg vervolgens de opdracht een der schepen, die indertijd in aanbouw was, uit te rusten en te bemannen. De oorlogsbrik Dourga werd aangewezen om in februari 1824 gouverneur-generaal G. van der Capellen naar de Molukken te vergezellen. Hij nam met zijn schip deel aan de verschillende gevechten, die het gevolg waren van de expeditie naar Makassar en op de zuidkust van Celebes. De eerste december vertrok hij naar Soerabaja om de Dourga te laten herstellen en de 19de januari 1825 werd hij met spoed naar de zuidkust van Celebes teruggezonden, waar hij deelnam aan de operaties van generaal J.J. van Geen, waardoor de rust in dat gedeelte van de Nederlandse bezittingen weer hersteld werd. 
Kolff publiceerde over zijn reizen in 1828 reis door de weinig bekende zuidelijke Molukse archipel en langs de geheel onbekende zuidwestkust van Nieuw-Guinea, gedaan in de jaren 1825 en 1826 (Amsterdam).  Hij ontving voor alles wat hij gedaan had gedurende de hem opgedragen kruistocht de hoge goedkeuring van het gouvernement. Koning Willem I schonk hem, na de uitgave van zijn werk, op 27 januari 1829, een gouden medaille, die hem later in Nederland werd uitgereikt. 
Na deze tochten verlangde Kolff naar rust en werd op zijn verzoek ontslagen van het commando over de Dourga; hij kreeg op 10 augustus 1827 een verlof van twee jaar naar Europa, dat op 17 juni 1829 verlengd werd met zes maanden, waarop hij weer naar Batavia terugkeerde. Op 11 december 1830 werd hij benoemd tot adjudant van gouverneur-generaal J. van den Bosch, terwijl hij al op de 13de augustus daarvoor aangesteld was als adjudant-majoor van het op te richten Korps Mariniers. In deze betrekking maakte hij zich verdienstelijk door zijn pogingen tot het tegengaan van de zeeroverij. Zijn gezondheid was toen echter ondermijnd, waardoor hij op 1 januari 1838 een nieuw verlof moest aanvragen voor de duur van twee jaar tot herstel van zijn gezondheid. Na de opheffing van de koloniale marine werd Kolff, tijdens zijn verblijf in Nederland, bij besluit van 28 augustus 1840, in het vaste korps zeeofficieren bij de Nederlandse Marine als kapitein-luitenant-ter-zee opgenomen. Kolff zou echter nooit meer op zee varen; hij werd het jaar daarop op non-activiteit gesteld en op zijn verlangen op 1 januari 1843 op pensioen gesteld. Tijdens zijn verblijf in Nederland was hij in Den Haag gaan wonen, waar hij op 15 december 1843 overleed. 

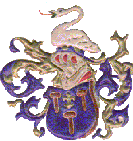
familiewapen Kolff

## Huwelijk en kinderen
Kolff trouwde (1) in Amsterdam op 24 september 1828 met Frederica Maria Brouwer (Amsterdam, 27 mei 1802 - Batavia, 17 september 1830). Zij was een dochter van Dirk Jan Brouwer en Anna Maria van Zuijlekom. Hij trouwde (2) in Batavia op 6 november 1831 met Henriette Wilhelmina Schill (Batavia, 21 juli 1813 - Den Haag, 11 januari 1840). Zij was een dochter van Jeremias Schill en Elisabeth Adriana Roseboom.
Uit zijn eerste huwelijk werd geboren:
- Anna Maria Margaretha Kolff (Batavia, 27 april 1830 - Hamburg, 11 november 1855. Zij trouwde in Rastede op 23 juni 1853 met Carl Diderich Lucas von Oven (Bockhorn, 7 maart 1825 - a/b van het zeilschip Marie ter hoogte van Kaap de Goede Hoop, 25 juni 1869). Hij was een zoon van Hermann Gerhard von Oven en Suzanna Alida Kolff.

Uit zijn tweede huwelijk zijn geboren:
- Jeremius Adriaan (Batavia, 25 november 1832 - Krefeld, 1 april 1904). Hij trouwde (1) in Den Haag op 14 oktober 1858 met Charlotta Wilhelmina Banck (Soerabaja, 16 augustus 1832 - Arnhem, 16 februari 1887). Zij was een dochter van Johann Erich Banck en Carolina Wilhelmina Dorothea Hoff. Hij trouwde (2) in Zuilen, 21 maart 1889 met Johanna Bosveld (Eerbeek, 1 maart 1855 - Krefeld, 26 juni 1936. Zij was een dochter van Berend Bosveld en Catharina Gerdina Bosveld.
- Dirk Hendrik Kolff (Batavia, 23 april 1835 - Soerabaja, 26 mei 1859)
- Elizabeth Augusta Kolff (Batavia, 13 april 1837 - overleden op zee, 23 april 1859)
- Maria Justina Dorothea Henriëtta Kolff (Den Haag, 20 december 1839 - Groningen, 14 september 1873). Zij trouwde in Amsterdam op 17 februari 1859 met jhr. Theodorus Johan Kraijenhoff (Nijmegen, 15 mei 1830 - Arnhem, 12 juni 1903). Hij was een zoon van jhr. Johan Kraijenhoff (1790-1867) en Amelia Maria Rühle. Een nazaat van haar is Guup Kraijenhoff (1922-2011)